# أنديرس هنريك بول
أنديرس هنريك بول هو مهندس نرويجي، (و. 1875 – 1956 م).